# Цвета Цачева
Цвета Цачева (Tzwetta Tzatschewa) е германска актриса от български произход.
Родена е на 27 декември 1900 г. в Пещера, България. Тя е по-малка сестра на актрисата Маня Цачева. (Цвета и Маня често са бъркани и представяни като една актриса от историографите на немското нямо кино.).
Дебютната, и всъщност най-значимата, роля на Цвета Цачева е във филма „Марица“ (1920) на режисьора Фридрих Мурнау. Този филм понастоящем се смята за изгубен. Запазен е фрагмент от него с продължителност около 13 мин. (¼ от целия филм).
Цачева е била съпруга на известния по онова време германски актьор и режисьор Георг Александър (1888 – 1945). През 1928 г. те се развеждат. Умира във Франция през 1975 г.

## Филмография
- 1926 Die Tragödie eines Verlorenen
- 1922 – 1923 Tingeltangel
- 1921 Der heilige Haß. 2. Die Flucht vor dem Tode
- 1921 Der heilige Haß. 1
- 1920 – 1921 Marizza, genannt die Schmuggler-Madonna